# Aéroport international de l'île de Kos
Pour les articles homonymes, voir KGS (homonymie).
L’aéroport international de Kos « Hippocrate » (en grec moderne : Κρατικός Αερολιμένας Κω «Ιπποκράτης», code IATA : KGS • code OACI : LGKO) est un aéroport desservant l'île de Kos et le Dodécanèse, en Grèce.
En 2015, Fraport (de Frankfurt Airport, exploitant de l'aéroport de Francfort-sur-le-Main), associé à l'opérateur grec Colezopoulos, annonce la signature d'un accord de concession pour une durée de 40 ans pour la gestion de 14 aéroports en Grèce ; l'aéroport de Kos fait partie de cet accord, ainsi que ceux de Aktion, La Canée, Corfou, Kavala, Céphalonie, Mytilène, Mykonos, Rhodes, Samos, Santorin, Skiathos, Thessalonique et Zante.

## Situation

### Carte des aéroports en Grèce
| \| 50 km1:6 137 000 \| Agrinion Aktion Alexandreia Alexandroúpoli Andravida Áraxos Astypalée Athènes · E. Venizélos Céphalonie La Canée Chios Corfou Héraklion Icarie Ioannina Kalamata Kalymnos Karpathos Kassos Kastellórizo Kastoria Kavala Cythère Kos Kotroni Kozani Larissa Lemnos Leros Milos Mykonos Mytilène Naxos Néa Anchíalos Paros Rhodes Maritsa Samos Santorin Sitía Skiathos Skyros Sparte Syros Tanagra Tatoi Thessalonique Tripoli Tympaki Zante Kastélli |
| 50 km1:6 137 000 |

## Statistiques
Le graphique qui aurait dû être présenté ici ne peut pas être affiché car il utilise l'ancienne extension Graph, désactivée pour des questions de sécurité. Des indications pour créer un nouveau graphique avec la nouvelle extension Chart sont disponibles ici.

Voir la requête brute et les sources sur Wikidata.

### Zoom sur l'impact du covid de 2019-2020
Le graphique qui aurait dû être présenté ici ne peut pas être affiché car il utilise l'ancienne extension Graph, désactivée pour des questions de sécurité. Des indications pour créer un nouveau graphique avec la nouvelle extension Chart sont disponibles ici.

Voir la requête brute et les sources sur Wikidata.

## Compagnies aériennes et destinations
| Compagnies                    | Destinations |
| ----------------------------- | --- |
| Aegean Airlines               | Athènes E.-Venizélos |
| Aer Lingus                    | En saison: Dublin |
| airBaltic                     | En saison: Riga |
| Air Serbia                    | En saison charter: Belgrade-Nikola-Tesla |
| Animawings                    | En saison: Bucarest-H. Coandă |
| Arkia                         | En saison: Tel Aviv - Ben Gourion |
| Austrian Airlines             | En saison: Vienne-Schwechat |
| Bluebird Airways              | En saison : Tel Aviv - Ben Gourion |
| British Airways               | En saison: Londres-Gatwick, Londres-Heathrow |
| Brussels Airlines             | En saison: Bruxelles-National |
| Condor                        | En saison: - Düsseldorf, - Francfort, - Hambourg-H.-Schmidt, - Leipzig/Halle, - Munich-F. J. Strauß, - Stuttgart, - Zurich |
| Corendon Airlines             | En saison: Cologne/Bonn-K. Adenauer, Düsseldorf, Hanovre, Nuremberg-A. Dürer |
| Corendon Dutch Airlines       | En saison: Amsterdam, Bruxelles-National, Maastricht-Aix-la-Chapelle |
| easyJet                       | En saison: - Berlin-Brandebourg, - Birmingham, - Bristol, - Glasgow, - Liverpool-J.-Lennon, - Londres-Gatwick, - Lyon-Saint-Exupéry, - Manchester, - Milan-Malpensa, - Naples-Capodichino, - Venise - Marco Polo                                                               |
| Edelweiss Air                 | En saison: Zurich |
| Enter Air                     | En saison charter: Gdańsk-L. Wałęsa, Katowice-Pyrzowice, Varsovie-Chopin |
| European Air Charter          | En saison charter: Linz-Horsching |
| Eurowings                     | En saison: - Berlin-Brandebourg, - Cologne/Bonn-K. Adenauer, - Graz-Thalerhof, - Hambourg-H.-Schmidt, - Salzbourg-W. A. Mozart, - Stuttgart En saison charter: Innsbruck-Kranebitten                                                                                           |
| Eurowings Discover            | En saison: Francfort, Munich-F. J. Strauß |
| Helvetic Airways              | En saison: Berne-Belp, Zurich |
| Jet2.com                      | En saison: - Birmingham, - Bristol, - East Midlands, - Édimbourg, - Glasgow, - Leeds-Bradford, - Londres-Stansted, - Manchester, - Newcastle |
| Lufthansa                     | En saison: Francfort |
| Luxair                        | En saison: Luxembourg-Findel |
| Marabu                        | En saison: Munich-F. J. Strauß |
| Neos                          | En saison: Bergame-Orio al Serio, Bologne-Borgo Panigale, Milan-Malpensa, Vérone - Villafranca |
| Norwegian Air Shuttle         | En saison: Copenhague-Kastrup, Oslo-Gardermoen, Stockholm-Arlanda |
| Olympic Air                   | Thessalonique-Makedonía |
| Ryannair                      | En saison: - Bari-Karol Wojtyła, - Bergame-Orio al Serio, - Berlin-Brandebourg, - Bologne-Borgo Panigale, - Dublin, - Londres-Stansted, - Milan-Malpensa, - Pise-Galileo Galilei, - Rome Léonard-de-Vinci/Fiumicino, - Trévise-Sant'Angelo, - Vienne-Schwechat, - Zagreb-Pleso |
| Scandinavian Airlines         | En saison charter: Copenhague-Kastrup, Göteborg, Oslo-Gardermoen, Stavanger, Stockholm-Arlanda |
| Sky Express                   | - Astypalée, - Athènes E.-Venizélos, - Héraklion-N. Kazantzákis, - Kalymnos, - Leros, - Rhodes-Diagoras En saison: Amsterdam En saison charter: Weeze |
| SmartLynx Airlines            | En saison charter: Münster/Osnabrück |
| SmartWings                    | En saison: Bratislava-M. R. Štefánik, Brno-Tuřany, Ostrava-L. Janáček, Prague-Václav-Havel, Varsovie-Chopin |
| Sunclass Airlines             | En saison charter: Oslo-Gardermoen |
| Sundair                       | En saison: Berlin-Brandebourg, Brême, Dresde |
| Swiss Air Lines International | En saison: Genève-Cointrin, Zurich |
| Trade Air                     | En saison charter : Ljubljana-Jože Pučnik |
| Transavia                     | En saison: Amsterdam, Eindhoven, Rotterdam-La Haye |
| Transavia France              | En saison: Paris-Orly |
| TUI Airways                   | En saison: - Belfast, - Birmingham, - Bristol, - Cardiff-Rhoose, - Dublin, - East Midlands, - Londres-Gatwick, - Londres-Luton, - Manchester, - Newcastle |
| TUI fly Belgium               | En saison: Bruxelles-National, Ostende-Bruges |
| TUI fly Deutschland           | En saison: Düsseldorf, Francfort,Hanovre, Munich-F. J. Strauß, Stuttgart |
| TUI fly Netherlands           | En saison: Amsterdam, Eindhoven, Rotterdam-La Haye |
| Tus Airways                   | En saison: Tel Aviv - Ben Gourion |
| Wizz Air                      | En saison: Rome Léonard-de-Vinci/Fiumicino |

Actualisé le 29/03/2025